# میم و آن دیگران
میم و آنِ دیگران () نام کتابی از محمود دولت‌آبادی است.
این کتاب شامل بیست و سه یادداشت است از دولت‌آبادی دربارهٔ هم‌نسلان و پیشینیان خودش. او دربارهٔ این کتاب می‌گوید: (این کتاب دربارهٔ دوستان نویسنده، شاعر، نمایش‌نامه‌نویس و هنرمندی است که آن را دربارهٔ آدم‌های همدورهٔ خودم نوشته‌ام و در آن از کسانی چون جلال آل‌احمد، سیمین دانشور، اکبر رادی، علی‌اشرف درویشیان و دیگران حرف زده‌ام)
در این کتاب ۱۶۰ صفحه‌ای نویسندهٔ نام‌آشنای ایرانی از یک نسل و چهره‌های سرشناسش سخن گفته است. در میم و آن دیگران دولت‌آبادی به‌ترتیب دربارهٔ این نام‌ها نوشته شده است: محمدعلی جمال‌زاده، جلال آل‌احمد، سیمین دانشور، مهدی اخوان‌ثالث، احمد شاملو، دو یادداشت دربارهٔ محمدعلی سپانلو، جواد مجابی، علی‌اشرف درویشیان، سهراب شهیدثالث، پیتر هاندکه، آرتور میلر، عبدالحسین نوشین، بهرام بیضایی، اکبر رادی، هوشنگ گلشیری، رضا براهنی، ناصر تقوایی، محمدرضا لطفی، سارا دولت‌آبادی، محمدحسین ماهر، فریدون آدمیت و جیمز جویس.